# Metriacanthosaurus
Metriacanthosaurus (însemnând „șopârlă moderat spinoasă”) este un gen de dinozaur metriacanthosaurid descoperit în Anglia și datând din Jurasicul târziu, acum aproximativ 160 de milioane de ani în urmă.

## Istoricul descoperirii
În 1923, paleontologul german Friedrich von Huene a scris o lucrare despre dinozaurii europeni carnivori din Jurasic si Cretacic. În această lucrare, el a examinat un specimen (OUM J.12144) incluzând un șold incomplet, un os al picioarelor și o parte din coloana vertebrală, atribuindu-l unei noi specii de Megalosaurus: Megalosaurus parkeri. Numele specific a fost dat în onoarea lui W. Parker, care în secolul al XIX-lea a colectat fosile la Weymouth. Aceste oase proveneau din Formația Oxford Clay, care datează din Jurasicul târziu.
Însă în 1932, von Huene a concluzionat că este o specie de Altispinax, A. parkeri.
În 1964, paleontologul britanic Alick Walker a decis că aceste fosile sunt prea diferite de Altispinax, întrucât nu aveau coloanele vertebrale lungi și au numit noul gen Metriacanthosaurus. Denumirea generică derivă din cuvintele grecești metrikos, „moderat” și akantha, „spin”, „creastă”. Metriacanthosaurus își datorează numele vertebrelor sale, care sunt mai mari decât al carnosaurelor tipice, precum Allosaurus, dar mai mici decât la alți dinozauri precum Acrocanthosaurus.

## Descriere
Metriacanthosaurus a fost un teropod de dimensiuni medii, cu o lungime a femurului de 80 cm. În 1988, paleontologul american Gregory S. Paul i-a estimat greutatea la 1 tonă. Metriacanthosaurus a fost numit pentru înălțimea coloanelor vertebrale, care de fapt nu sunt prea înalte pentru teropode.

## Clasificare
Denumită inițial ca specie de Megalosaurus în Megalosauridae, Metriacanthosaurus a fost mai probabil un membru al Metriacanthosauridae. Se crede că este înrudit de genuri precum Yangchuanosaurus, iar în 1988 Paul a echivalat cele două genuri. O revizuire din 2007 a dinozaurilor britanici de către Darren Naish și David Martill a constatat că acestea două sunt distincte. Metriacanthosaurus este probabil un membru al subfamiliei Metriacanthosaurinae.
Mai jos este o cladogramă simplificată de Tetanurae de Matthew Carrano și colab. (2012).
|  | Yangchuanosaurus zigongensis                                                |
|  |                                                                             |
|  | \| \| CV 00214 \| \| \| \| \| \| Yangchuanosaurus shangyouensis \| \| \| \| |
|  |                                                                             |
|  | CV 00214                                                                    |
|  |                                                                             |
|  | Yangchuanosaurus shangyouensis                                              |
|  |                                                                             |

|  | CV 00214                       |
|  |                                |
|  | Yangchuanosaurus shangyouensis |
|  |                                |

|  | "Sinraptor" hepingensis                                           |
|  |                                                                   |
|  | \| \| Sinraptor dongi \| \| \| \| \| \| Siamotyrannus \| \| \| \| |
|  |                                                                   |
|  | Sinraptor dongi                                                   |
|  |                                                                   |
|  | Siamotyrannus                                                     |
|  |                                                                   |

|  | Sinraptor dongi |
|  |                 |
|  | Siamotyrannus   |
|  |                 |

|  | "Sinraptor" hepingensis                                           |
|  |                                                                   |
|  | \| \| Sinraptor dongi \| \| \| \| \| \| Siamotyrannus \| \| \| \| |
|  |                                                                   |
|  | Sinraptor dongi                                                   |
|  |                                                                   |
|  | Siamotyrannus                                                     |
|  |                                                                   |

|  | Sinraptor dongi |
|  |                 |
|  | Siamotyrannus   |
|  |                 |

|  | "Sinraptor" hepingensis                                           |
|  |                                                                   |
|  | \| \| Sinraptor dongi \| \| \| \| \| \| Siamotyrannus \| \| \| \| |
|  |                                                                   |
|  | Sinraptor dongi                                                   |
|  |                                                                   |
|  | Siamotyrannus                                                     |
|  |                                                                   |

|  | Sinraptor dongi |
|  |                 |
|  | Siamotyrannus   |
|  |                 |

|  | "Sinraptor" hepingensis                                           |
|  |                                                                   |
|  | \| \| Sinraptor dongi \| \| \| \| \| \| Siamotyrannus \| \| \| \| |
|  |                                                                   |
|  | Sinraptor dongi                                                   |
|  |                                                                   |
|  | Siamotyrannus                                                     |
|  |                                                                   |

|  | Sinraptor dongi |
|  |                 |
|  | Siamotyrannus   |
|  |                 |

|  | Yangchuanosaurus zigongensis                                                |
|  |                                                                             |
|  | \| \| CV 00214 \| \| \| \| \| \| Yangchuanosaurus shangyouensis \| \| \| \| |
|  |                                                                             |
|  | CV 00214                                                                    |
|  |                                                                             |
|  | Yangchuanosaurus shangyouensis                                              |
|  |                                                                             |

|  | CV 00214                       |
|  |                                |
|  | Yangchuanosaurus shangyouensis |
|  |                                |

|  | "Sinraptor" hepingensis                                           |
|  |                                                                   |
|  | \| \| Sinraptor dongi \| \| \| \| \| \| Siamotyrannus \| \| \| \| |
|  |                                                                   |
|  | Sinraptor dongi                                                   |
|  |                                                                   |
|  | Siamotyrannus                                                     |
|  |                                                                   |

|  | Sinraptor dongi |
|  |                 |
|  | Siamotyrannus   |
|  |                 |

|  | "Sinraptor" hepingensis                                           |
|  |                                                                   |
|  | \| \| Sinraptor dongi \| \| \| \| \| \| Siamotyrannus \| \| \| \| |
|  |                                                                   |
|  | Sinraptor dongi                                                   |
|  |                                                                   |
|  | Siamotyrannus                                                     |
|  |                                                                   |

|  | Sinraptor dongi |
|  |                 |
|  | Siamotyrannus   |
|  |                 |

|  | "Sinraptor" hepingensis                                           |
|  |                                                                   |
|  | \| \| Sinraptor dongi \| \| \| \| \| \| Siamotyrannus \| \| \| \| |
|  |                                                                   |
|  | Sinraptor dongi                                                   |
|  |                                                                   |
|  | Siamotyrannus                                                     |
|  |                                                                   |

|  | Sinraptor dongi |
|  |                 |
|  | Siamotyrannus   |
|  |                 |

|  | "Sinraptor" hepingensis                                           |
|  |                                                                   |
|  | \| \| Sinraptor dongi \| \| \| \| \| \| Siamotyrannus \| \| \| \| |
|  |                                                                   |
|  | Sinraptor dongi                                                   |
|  |                                                                   |
|  | Siamotyrannus                                                     |
|  |                                                                   |

|  | Sinraptor dongi |
|  |                 |
|  | Siamotyrannus   |
|  |                 |